# Setabis epitus
Setabis epitus is een vlindersoort uit de familie van de prachtvlinders (Riodinidae), onderfamilie Riodininae.
Setabis epitus werd in 1780 beschreven door Cramer.